# Rhodospatha guasareensis
Rhodospatha guasareensis är en kallaväxtart som beskrevs av George Sydney Bunting. Rhodospatha guasareensis ingår i släktet Rhodospatha och familjen kallaväxter. Inga underarter finns listade.